# Девід Беллос
Девід Беллос (англ. David Bellos; народився 25 червня 1945) — британський літературознавець і перекладач.

## З біографії
Девід Беллос є доктором філологічних наук в Оксфордському університеті, викладав в Единбурзькому , Саутгемптонському та Манчестерському університетах. У 1997 році став професором романістики, французької літератури та порівняльної літератури в Принстонському університеті. У 2011 році написав вступ до перекладу під назвою «Чи то риба у вас на вусі?» (Is That a Fish in Your Ear?).

Беллос написав кілька літературних біографій, таких як «Роман століття» про твір Віктора Гюго «Знедолені». Він переклав «Життя. Інструкція до експлуатації» (La Vie mode d'emploi) Жоржа Перека, за що отримав Prix Goncourt de la biographie в 1994 році, а також інші твори Перека, Кадаре, окремі твори Жоржа Іфра, Ромена Гарі, Жоржа Сіменона, Поля Фурнеля, два романи Фред Варґас, а також щоденник жертви Голокосту Елен Берр.
У 2015 році він став офіцером Ордену мистецтв та літератури.

## Праці
- Balzac Criticism in France, 1850—1900. The Making of a Reputation. Oxford, 1976
- La Cousine Bette. A Critical Guide. London, 1981
- Leo Spitzer: Essays on seventeenth century. Herausgegeben und übersetzt von David Bellos. Cambridge: Cambridge University Press, 1983
- Honoré de Balzac: Old Goriot. Cambridge: Cambridge University Press, 1987
- Georges Perec. A Life in Words. London: Harvill Secker, 1993
- Jacques Tati. His Life and Art. 1999
- Romain Gary. A Tall Story. London: Harvill Secker, 2010
- Is That a Fish in Your Ear? Translation and the Meaning of Everything. London and New York, 2011
- The Novel of the Century: The Extraordinary Adventure of Les Misérables. London: Particular Books, 2017